# North Henderson, Illinois
North Henderson je vas, ki leži v Okrožju Mercer v ameriški zvezni državi Illinois.
Po popisu prebivalstva iz leta 2000 v naselju živi 187 ljudi na 0,6 km².